# Église Saint-Jacques de Cosne-Cours-sur-Loire
L'église Saint-Jacques est une église catholique située à Cosne-Cours-sur-Loire, en France.

## Localisation
L'église est située dans le département français de la Nièvre, sur la commune de Cosne-Cours-sur-Loire.

## Historique
L'édifice est classé au titre des monuments historiques en 1930.
L’église Saint-Jacques fut édifiée au XVe siècle à l’emplacement de la collégiale Saint-Laurent, bâtie au XIe siècle par Hugues de Chalon, évêque d’Auxerre.
De style gothique, la façade extérieure présente, au sommet du pignon, une curieuse plate-forme carrée ajourée,  accessible depuis le clocher. On lui attribue un rôle de poste de guet.
L’intérieur est constitué d’une nef à quatre travées, flanquée de bas-côtés et suivie d’un chœur terminé par un chevet à 5 pans. Elle est entièrement voûtée sur croisée d’ogives. Elle est éclairée de vitraux représentant des scènes du Nouveau Testament (la Transfiguration, la Nativité, la Présentation de Jésus) ou des apôtres et des saints.
À remarquer un vitrail de saint Nicolas (patron des mariniers) dont la partie inférieure représente la crue de la  Loire en 1846.
Sous les fonts baptismaux, on a découvert une crypte dont la voûte est ornée d’une fresque du XVe siècle représentant le Christ, entouré des attributs des 4 évangélistes. Il tient dans la main gauche un globe surmonté d’une croix et il bénit de la main droite.
Le maître autel, en marbres polychromes assez rares, provient de la Chartreuse de Bellary.
Au fond de l’église, à droite, un autel dédié à la Vierge Marie, invite les visiteurs à la prière.